# Вдова Матиас и сыновья
Завод Матиас — российская компания. Полное наименование — Акционерное общество фабрики сельскохозяйственных машин и орудий «Вдова Матиас и сыновья» в Бердянске. Штаб-квартира компании располагалась в Санкт-Петербурге.

## История
«Завод Матиаса» — предприятие по производству «земледельческих машин и орудий», было заложено в 1884 году в городе Бердянск Таврической губернии русским коммерсантом Иваном Матиасом. После последовавшей вскоре кончины своего основателя предприятие перешло в собственность его жены Е. П. Матиас и стало называться «Фабрика сельскохозяйственных машин и орудий „Вдова Матиас и сыновья“ в Бердянске».
Спустя некоторое время предприимчивая вдова реорганизовала семейное предприятие, изначально занимавшееся производством жаток, плугов, сеялок, соломорезок, винных прессов, молотилок и т. п.. в Торговый дом «Вдова Матиас и сыновья», которому принадлежали также многочисленные складские помещения, пивоваренный завод и винное производство. После смерти Е. П. Матиас семейный бизнес перешел в руки троих её сыновей, сохранив при этом свое изначальное название.
В 1911 г. с целью реструктуризации бизнеса и привлечения дополнительных финансовых средств было принято решение преобразовать предприятие Матиасов в акционерное общество. Новое образование получило название «Акционерное общество фабрики сельскохозяйственных машин и орудий „Вдова Матиас и сыновья“ в Бердянске» (Устав Высочайше утвержден 2 ноября 1911 г.). Основной капитал Общества на момент создания составлял 1,5 млн рублей, разделенных на 15 тыс. акций стоимостью в 100 руб. каждая. В результате структурных преобразований и финансовых вливаний к году начала Первой мировой войны завод Матиаса по объёмам производства входил в ведущую двадцатку предприятий сельхозмашиностроения Империи, общее число которых превышало три сотни, а количество трудившихся на нём рабочих составляло около полутысячи человек.
В 1914 г. с началом Первой мировой войны, после введения сухого закона, фирма «Вдова Матиас и сыновья» прекратила производство пива, решив перепрофилировать часть цехов на выпуск аэропланов. Перепрофилировать предприятие на выпуск аэропланов предложил инженер и предприниматель П. Ю. Стефанкевич, к зиме 1917 г. выкупивший у наследников 70 % акций предприятия и ставший фактическим владельцем компании. Новый главный акционер занял одновременно должность директора-распорядителя завода, исполнительным директором был назначен С. Завадский, главным инженером — П. Слободчиков — обладавшие большим опытом специалисты, приглашенные с санкт-петербуржского Путиловского завода.
Однако последовавшие вскоре революционные потрясения не позволили реализовать грандиозные планы новых акционеров. По некоторым данным до национализации компании по декрету Совнаркома РСФСР от 28 июня 1918 г. заводом Матиаса было выпущено всего 6 самолётов.
В советское время на территории бывшего предприятия Матиаса располагался существующий и поныне завод «Южгидромаш».

## Собственники и руководство
Основные владельцы компании: И. Матиас; Е. Матиас; трое братьев Матиас; П. Стефанкевич
Председатель совета директоров компании — П. Стефанкевич. Главный управляющий — С. Завадский.